# Приељбрусје
Приељбрусје национални парк (рус. Приэльбрусье (национальный парк)) је смештен на Елбрусу, највишој планини Европе са 5.642 m висине. Релативна изолација стрмих кланаца довела је до високог нивоа ендемизма и биодиверзитета. Парк се налази у централним Кавкаским планинама, један је од 22 национална парка на Кавказу различитих држава, покривајући 1,8% региона. Парк се простире у Елбруском и Золском рејону, у југозападном делу Републике Кабардино-Балкарија у Русији.

## Топографија
Национални парк Приељбрусје обухвата подручје врхова и северну падину централног Кавказа, са неким мањим областима на јужним падинама, на надморским висинама од 1400 до 5642 m. Терен укључује планинске врхове и бочне гребене, глечере, токове лаве, језерске базене и ниже висине и ограничени систем шумских речних долина. Врх Елбрус налази се на западној граници парка, на граници са Републиком Карачајево-Черкезија. Извори реке Малке формирају се у глечерима Елбруса. Река Баксан тече источно од планине кроз јужни део парка. На јужној граници парка налази се државна граница са Грузијом. У просеку око 155 km², или око 15,3% територије парка, је покривено сталним снегом и ледом.

## Екорегион и клима
Приељбрусје је смештено у Кавкаском екорегиону, један од биолошки најразноврснијих екорегиона на свету. Разноликост је последица сусрета различитих еколошких зона и варијација надморске висине.
Због положаја парка и његове надморске висине, клима је арктичка (Кепенова класификација климата, (ET)). Температуре у Приељбрусју показују екстремне варијације због екстремних висинских разлика у парку.

## Флора и фауна
У зависности од надморске висине разликује се и флора у парка. На најнижим висинама у долинама река налазе се четинарске шуме углавном борова. Од жбуњастог растиња срећу се клека, жутика и дивље ружа. Тамо где су подручја влажнија, срећу се густе дивље малине, рибизле и огрозд. Изнад тога је танак појас широколиснатих стабала и жбуња у субалпској зони. Изнад се налазе алпске ливаде и на крају снег, стене и лед на највишим врховима.
Најчешћи шумски сисари су: степски вук, европски шакал, риђа лисица, кавкавски рис, дивља свиња и сиријски мрки медвед.

## Туризам
Приељбрусје је центар за планинске спортове - скијање, планинарење и пењање. Парк такође организује камповање, теренске туре и еко-туре. Подстиче се туризам, а постоје и објекти унутар парка (постоји шест малих насеља унутар граница парка). Парк се налази 90 km западно од града Наљчика.
- Поглед на Елбрус из кафића у долини реке баксан
- Уточиште 11 на Елбрусу
- Долина реке Баксан
- Жичара на Елбрусу